# الحاجی‌کند
الحاجی‌کند (به لاتین: Alkhadzhakent) یک منطقهٔ مسکونی در روسیه است که در شهرستان کایاکنتسکی واقع شده‌است.